# 市井紗耶香
市井紗耶香（日语：／ Ichii Sayaka，1983年12月31日—），日本女子偶像早安少女組第二期成員。暱稱：Sayarin，出身于千葉縣船橋市。

## 生平
2000年5月21日，她從「早安少女組。」畢業後單飛出道，2003年11月9日退出演藝圈。2004年5月與吉他手吉澤直樹兩人奉子成婚，同年8月小孩出生，之後第2個小孩出生。2009年8月25日重回演藝圈。所屬事務所為「Ranves」。
2011年6月14日，《週刊女性》雜誌報導市井與吉澤已於同年5月23日辦理離婚。2012年7月，市井與一名男性美容師再婚，兩人為朋友於5年前介紹認識。2013年3月25日，生下第三個小孩（男孩）。2017年4月14日在自己的網誌宣佈生下第四個小孩（女孩）。
2014年參與大人AKB48甄选会，並在最終審查環節落選。
2019年6月24日，市井紗耶香宣佈將代表立憲民主黨參與7月21日舉行的第25屆日本參議院議員通常選舉，角逐參議院比例區席次。但她僅獲得49,885票，排名第9而未當選 。
2024年4月26日，由于参议院议员须藤元气参加选举而自动失去议员资格，市井纱耶香递补成为参议院议员，但她表示“没有重新进行政治活动的打算”，当日即辞职，就職時間僅僅93分鐘成為日本憲政史上任職時間最短的參議院議員。

## 外部連結
- （日語） Ranves官方個人網站 （页面存档备份，存于）
- （日語） Ameba官方個人部落格 （页面存档备份，存于）
- （日語） GREE官方個人部落格 （页面存档备份，存于）
- 市井紗耶香的新浪微博